# Campionati mondiali di slittino 1996
I Campionati mondiali di slittino 1996, trentunesima edizione della manifestazione organizzata dalla Federazione Internazionale Slittino, si tennero il 3 e 4 febbraio 1996 ad Altenberg, in Germania, sulla Rennschlitten- und Bobbahn Altenberg e furono disputate gare in quattro differenti specialità: nel singolo uomini, nel singolo donne, nel doppio e nella prova a squadre.
Vincitrice del medagliere fu la squadra austriaca, capace di ottenere tre medaglie, tutte e tre d'oro: nel doppio per merito dei cugini Tobias Schiegl e Markus Schiegl, nel singolo uomini grazie a Markus Prock, al suo secondo trionfo iridato dopo quello di Igls 1987, nonché dagli stessi due Schiegl e da Prock insieme a Markus Schmidt, Angelika Neuner ed Andrea Tagwerker nella prova a squadre; nella gara individuale femminile la vittoria andò alla rappresentante della nazionale tedesca Jana Bode.
Oltre agli austriaci Markus Prock, Tobias Schiegl e Markus Schiegl, che vinsero due medaglie d'oro, gli altri atleti che riuscirono a salire per due volte sul podio in questa rassegna iridata furono i tedeschi Georg Hackl, Jens Müller e Jana Bode e gli italiani Gerda Weissensteiner, Gerhard Plankensteiner ed Oswald Haselrieder.

## Risultati

### Singolo uomini
La gara fu disputata su due manches nell'arco di una sola giornata e presero parte alla competizione 49 atleti in rappresentanza di 20 differenti nazioni; campione uscente era l'italiano Armin Zöggeler, che concluse la prova al quarto posto, ed il titolo fu conquistato dall'austriaco Markus Prock, che bissò il titolo iridato ottenuto ad Igls 1987 e fu per due volte secondo ai Giochi di Albertville 1992 e di Lillehammer 1994, davanti ai tedeschi Georg Hackl, due volte campione mondiale a Winterberg 1989 ed a Calgary 1990 e vincitore dell'oro olimpico proprio nelle edizioni del 1992 e del 1994, e Jens Müller, già altre quattro volte sul podio iridato e campione olimpico a Calgary 1988.
| Pos. | Atleti             | Nazione     |
| ---- | ------------------ | ----------- |
|      | Markus Prock       | Austria     |
|      | Georg Hackl        | Germania    |
|      | Jens Müller        | Germania    |
| 4    | Armin Zöggeler     | Italia      |
| 5    | Wilfried Huber     | Italia      |
| 6    | Gerhard Gleirscher | Austria     |
| 7    | Wendel Suckow      | Stati Uniti |
| 8    | Norbert Huber      | Italia      |
| 9    | Duncan Kennedy     | Stati Uniti |
| 10   | Alexander Bau      | Germania    |

### Singolo donne
La gara fu disputata su due manches nell'arco di una sola giornata e presero parte alla competizione 26 atlete in rappresentanza di 13 differenti nazioni; campionessa uscente era la tedesca Gabriele Kohlisch, che non riuscì a portare a termine la prova, ed il titolo fu conquistato dalla connazionale Jana Bode, già due volte sul podio mondiale, davanti all'altra teutonica Susi Erdmann, vincitrice di due titoli iridati a Winterberg 1989 ed a Winterberg 1991 e per due volte sul podio ai Giochi olimpici di Albertville 1992 e di Lillehammer 1994, ed all'italiana Gerda Weissensteiner, che vinse l'oro mondiale a Calgary 1993 e quello olimpico a Lillehammer 1994.
| Pos. | Atleti               | Nazione     |
| ---- | -------------------- | ----------- |
|      | Jana Bode            | Germania    |
|      | Susi Erdmann         | Germania    |
|      | Gerda Weissensteiner | Italia      |
| 4    | Angelika Neuner      | Austria     |
| 5    | Cameron Myler        | Stati Uniti |
| 6    | Andrea Tagwerker     | Austria     |
| 7    | Natalie Obkircher    | Italia      |
| 8    | Sylke Otto           | Germania    |
| 9    | Doris Neuner         | Austria     |
| 10   | Sonja Manzenreiter   | Austria     |

### Doppio
La gara fu disputata su due manches nell'arco di una sola giornata e presero parte alla competizione 36 atleti in rappresentanza di 9 differenti nazioni; campioni uscenti erano i tedeschi Stefan Krauße e Jan Behrendt, che conclusero la prova al settimo posto, ed il titolo fu conquistato dai cugini austriaci Tobias Schiegl e Markus Schiegl davanti agli statunitensi Christopher Thorpe e Gordon Sheer, che confermarono l'argento ottenuto nella scorsa edizione, ed agli italiani Gerhard Plankensteiner ed Oswald Haselrieder.
| Pos. | Atleti                                    | Nazione     |
| ---- | ----------------------------------------- | ----------- |
|      | Tobias Schiegl Markus Schiegl             | Austria     |
|      | Christopher Thorpe Gordon Sheer           | Stati Uniti |
|      | Gerhard Plankensteiner Oswald Haselrieder | Italia      |
| 4    | Al'bert Demčenko Semën Kolobaev           | Russia      |
| 5    | Kurt Brugger Wilfried Huber               | Italia      |
| 6    | Yves Mankel Thomas Rudolph                | Germania    |
| 7    | Stefan Krauße Jan Behrendt                | Germania    |
| 8    | Norbert Leimegger Norbert Harrasser       | Italia      |
| 9    | Steffen Skel Steffen Wöller               | Germania    |
| 10   | Danil Čaban Aleksandr Zubkov              | Russia      |

### Gara a squadre
La gara fu disputata nell'arco di una sola giornata e ogni squadra nazionale prese parte alla competizione con alcuni tra gli atleti che avevano ottenuto i migliori risultati nelle tre discipline in questa edizione dei mondiali; nello specifico la prova vide la partenza di due singolaristi uomini e di due donne, nonché di un doppio per ogni nazione, che gareggiarono ciascuno in una singola manche; al termine di ognuna delle tre prove vennero assegnati punteggi decrescenti ai partecipanti e la somma totale dei punti così ottenuti laureò campione la nazionale austriaca di Markus Prock, Markus Schmidt, Angelika Neuner, Andrea Tagwerker, Tobias Schiegl e Markus Schiegl davanti alla squadra tedesca composta da Georg Hackl, Jens Müller, Jana Bode, Gabriele Kohlisch, Stefan Krauße e Jan Behrendt ed al team italiano formato da Armin Zöggeler, Norbert Huber, Gerda Weissensteiner, Natalie Obkircher, Gerhard Plankensteiner ed Oswald Haselrieder.
| Pos. | Squadra     | Atleti | Punteggio |
| ---- | ----------- | --- | --------- |
|      | Austria     | Markus Prock, Markus Schmidt Angelika Neuner, Andrea Tagwerker Tobias Schiegl / Markus Schiegl                    | 140       |
|      | Germania    | Georg Hackl, Jens Müller Jana Bode, Gabriele Kohlisch Stefan Krauße / Jan Behrendt                                | 139       |
|      | Italia      | Armin Zöggeler, Norbert Huber Gerda Weissensteiner, Natalie Obkircher Gerhard Plankensteiner / Oswald Haselrieder | 130       |
| 4    | Stati Uniti | Wendel Suckow, Duncan Kennedy Cameron Myler, ??? Christopher Thorpe / Gordon Sheer                                | N.D.      |
| 5    | Lettonia    | Sandris Bērziņš, Guntis Rēķis Anna Orlova, Anita Zamuele Roberts Suharevs / Dairis Leksis                         | N.D.      |
| 6    | Ucraina     | Ihor Urbans'kyj, Oleg Avdjejev Lilija Ludan, Natalija Jakušenko Oleg Avdjejev / Danilo Panchenko                  | N.D.      |
| 7    | Rep. Ceca   | non conosciuti | N.D.      |
| 8    | Russia      | non conosciuti | N.D.      |
| 9    | Svezia      | non conosciuti | N.D.      |
| 10   | Polonia     | non conosciuti | N.D.      |

## Medagliere
| Posizione | Nazione     | Oro | Argento | Bronzo | Totale |
| --------- | ----------- | --- | ------- | ------ | ------ |
| 1         | Austria     | 3   | 0       | 0      | 3      |
| 2         | Germania    | 1   | 3       | 1      | 5      |
| 3         | Stati Uniti | 0   | 1       | 0      | 1      |
| 4         | Italia      | 0   | 0       | 3      | 3      |
| Totale    | Totale      | 4   | 4       | 4      | 12     |